# Педуря-Якобень
Педуря-Якобень, Педуря-Якобені (рум. Pădurea Iacobeni) — село у повіті Клуж в Румунії. Входить до складу комуни Фрата.
Село розташоване на відстані 296 км на північний захід від Бухареста, 35 км на схід від Клуж-Напоки.

## Населення
За даними перепису населення 2002 року у селі проживали 40 осіб, усі — румуни. Усі жителі села рідною мовою назвали румунську.